# 永寧縣 (昌國郡)
永寧縣，劉宋孝建元年免軍戶立昌國郡，領永寧縣，並寄治襄陽。後省昌國郡，以永寧縣劃屬建昌郡，屬雍州。